# برواز حسين
برواس حسين هي مغنية كردية عراقية ولدت في سنة 1989 في مدينة أربيل عاصمة إقليم كردستان في العراق.

## مسيرتها
اشتركت برواس في مسابقة أرب أيدل الموسم الثاني حيث غنّت باللغتين العربية والكردية، زوج برواس اسمه غوران وهو مغني كردي معروف ولها منه ابنتان كونا و غاردان.